# Jandelsbrunn
Jandelsbrunn település Németországban, azon belül Bajorországban. Lakosainak száma 3370 fő (2023. december 31.). Jandelsbrunn Neureichenau, Grainet, Waldkirchen, Hauzenberg, Sonnen és Breitenberg községekkel határos.

## Népesség
A település népessége az elmúlt években az alábbi módon változott:
| Lakosok száma | 1244 | 1230 | 1738 | 3092 | 3118 | 3327 | 3317 | 3344 | 3295 | 3370 |
|               | 1875 | 1900 | 1950 | 1970 | 1987 | 2013 | 2015 | 2017 | 2021 | 2023 |